# Pardosa haupti
Pardosa haupti är en spindelart som beskrevs av Song 1995. Pardosa haupti ingår i släktet Pardosa och familjen vargspindlar. Inga underarter finns listade i Catalogue of Life.